# Alguaire (ort)
Alguaire är en ort i Spanien.   Den ligger i provinsen Província de Lleida och regionen Katalonien, i den nordöstra delen av landet, 400 km öster om huvudstaden Madrid. Alguaire ligger 310 meter över havet och antalet invånare är 2 984.
Terrängen runt Alguaire är huvudsakligen platt, men söderut är den kuperad. Runt Alguaire är det tätbefolkat, med 476 invånare per kvadratkilometer. Närmaste större samhälle är Lleida, 13,7 km söder om Alguaire. Trakten runt Alguaire består till största delen av jordbruksmark.